# Forces Iraquianes d'Operacions Especials
Les Forces d'Operacions Especials Iraquianes (en àrab: قوات العمليات الخاصة العراقية), són les unitats d'operacions especials que van ser creades per les forces de la coalició internacional, després de la Guerra de l'Iraq. En el mes de novembre de l'any 2009, aquestes forces estaven sota el comandament del Departament Antiterrorista Iraquià, un organisme estatal que és finançat pel Ministeri de Defensa Iraquià.

## Història
Les tropes d'operacions especials de l'antic Exèrcit Iraquià van ser creades quan el coronel Khaleel Jassim Al-Dabbagh, va construir la primera unitat real d'operacions espacials, el nom de les quals era Forces de la Reina Alia, en els anys 50 del segle xx, aquest era un cos format per sunnites, xiïtes, àrabs, i altres components de la població iraquiana, que eren utilitzats en emergències per dur a terme missions especials dins i fora de l'Iraq, quan el país estava en guerra. Després de la Guerra de l'Iraq, les forces existents van ser arrasades per la coalició internacional, i la força de comandos iraquians va haver de ser reclutada de nou, i al principi estava formada principalment per àrabs xiïtes, kurds, i alguns sunnites. Al novembre de l'any 2005, després de dos anys d'entrenament a Jordània, juntament amb les forces especials jordanes, i les forces especials de l'Exèrcit dels Estats Units, les forces iraquians d'operacions especials, disposaven d'uns 1,400 homes totalment entrenats, disposats per al combat, i formats en dos batallons d'infanteria. Aquestes tropes, són considerades igual d'efectives que els batallons d'infanteria de l'Exèrcit dels Estats Units. En el mes de març de l'any 2008, aquesta força de comandos consistia en una sola brigada, que estava formada per un batalló, dedicat a la lluita antiterrorista, tres batallons de comandos, un batalló de suport, i una unitat especial de reconeixement.

## Estructura de comandament
La 1a Brigada d'Operacions Especials, estacionada a Bagdad, està formada pel 1r, el 2n, i el 5è batalló, més un batalló de suport i un batalló d'entrenament. El 1r batalló és l'anteriorment anomenat 36è Batalló de Comandos Iraquià. A vegades, a la 1a Brigada se l'anomena «Golden Division», i anteriorment «Golden Brigade».
La 2a Brigada d'Operacions Especials té quatre batallons de comandos, cadascun d'ells format per uns 1.440 homes. Aquestes unitats estan estacionades a les ciutats de Bàssora, Mossul, Diyala, i a la governació d'Al-Anbar abans de la formació de la 3a brigada. Els batallons de Bàssora i Mossul van passar a estar sota el Control Operacional Iraquià (IOC) el mes de gener de l'any 2008, i des de llavors duen a terme operacions locals. Els Centres Regionals CT (RCC), semblants a les organitzacions de les Forces de Tasques d'Interagències Conjuntes (JIATF), estan establertes a les quatre bases regionals de comandos per tal de desenvolupar tasques d'intel·ligència militar, relacionades amb la neutralització de possibles xarxes terroristes a la regió.
La 3a Brigada d'Operacions Especials, establerta a Bàssora la primavera de 2013, seguint una ordre del ministre el gener de 2012, forçava a les Forces a expandir-se amb una brigada addicional. Consisteix en batallons regionals de comandos a les províncies de Bàssora, Najaf, Maysan, Dhi Qar, Muthanna i el districte de Diwaniya, un batalló de reconeixement i un batalló de suport.

## Entrenament de pilots
En el mes de febrer de l'any 2008, la Força Aèria Iraquiana, juntament amb assessors de la coalició, va començar a entrenar-se amb dispositius de visió nocturna, sobre la base d'un futur entrenament antiterrorista. Els pilots potencials i els membres de la tripulació, van dur a terme una introducció al vol per seleccionar als millors pilots, i aquests al seu torn van realitzar un entrenament avançat, a partir del mes d'Abril de l'any 2008.
Els pilots seleccionats continuaran duent a terme hores d'entrenament de vol i navegació, per arribar a un nivell de preparació que els permeti dur a terme missions avançades, en el transcurs de les operacions especials, per a això van realitzar un entrenament específic a la fi de l'estiu de l'any 2008. L'esquadró número 15 de la Força Aèria Iraquiana, que està equipat amb helicòpters Mil Mi-17, serà l'encarregat d'oferir suport aeri a les unitats d'operacions especials.

## Galeria d'imatges

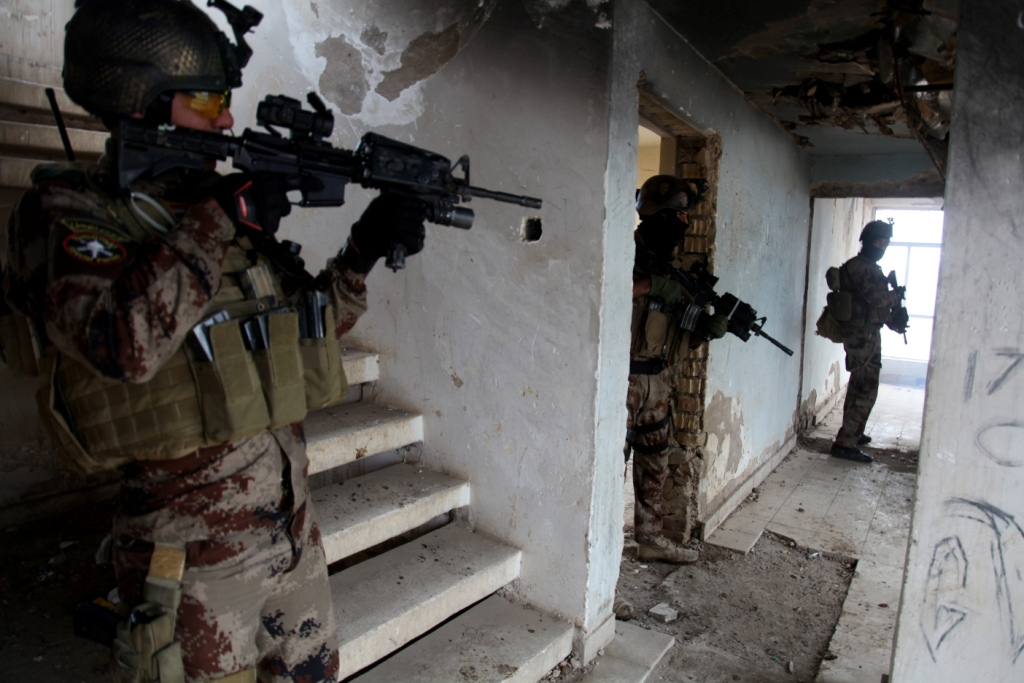
Membres de les Forces Especials Iraquianes durant un entrenament el gener de 2011.
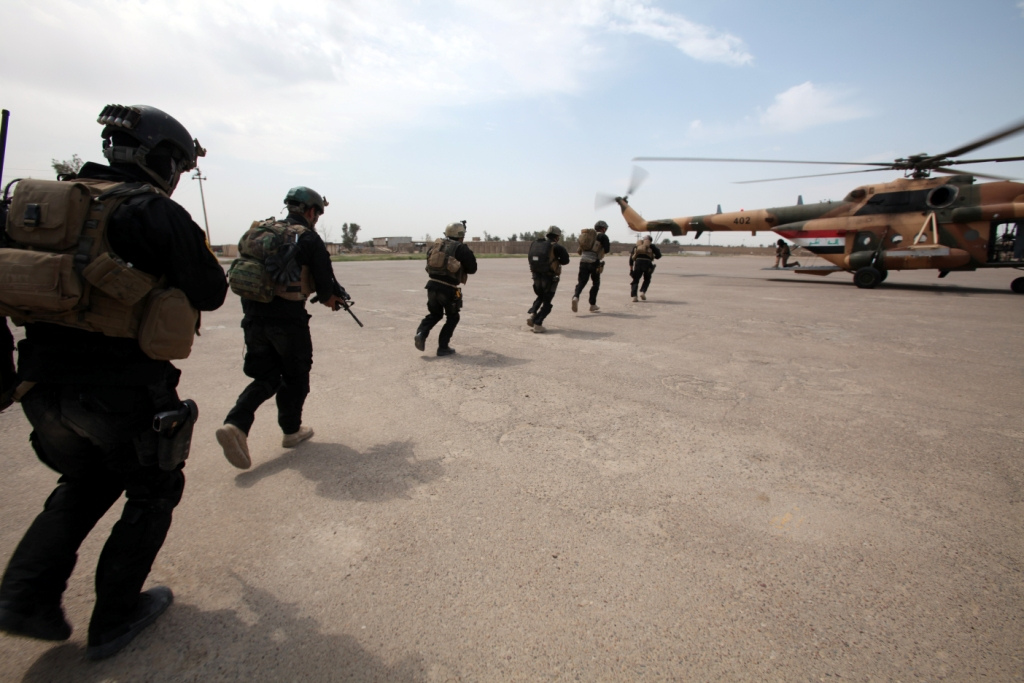
Membres de les Forces Especials Iraquianes durant un entrenament a l'abril de 2011.
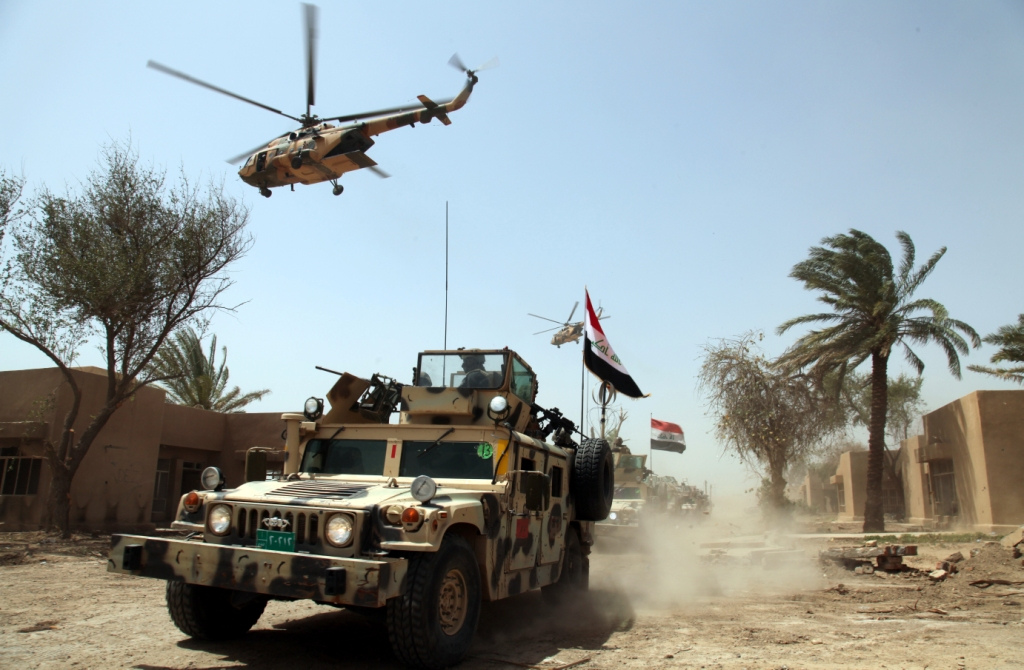
Membres de les Forces Especials Iraquianes, el 26 d'Abril de 2011.